# Centre for Science and Environment
Das Centre for Science and Environment (CSE) ist eine 1980 gegründete indische Nichtregierungsorganisation und Agentur für ökologisches Unternehmensrating. Gegründet wurde sie von einer Gruppe von Wissenschaftlern, Journalisten, Ingenieuren und Umweltaktivisten. Geleitet wird sie von Sunita Narain.
Die Organisation bezweckt, Lösungen für die industriellen Umweltprobleme in Indien zu finden. Zum Projekt gehören einflussreiche Persönlichkeiten aus ganz Indien. Die Einnahmen kommen hauptsächlich aus Spenden (79 %) und der der eigenen wirtschaftlichen Betätigung. Zu den wichtigsten Spendern gehören u. a. die Evangelische Zentralstelle für Entwicklungshilfe, die Oak Foundation (Schweiz), die Heinrich-Böll-Stiftung, Misereor, indische Ministerien und die Europäische Kommission.

## Ökologisches Unternehmensrating

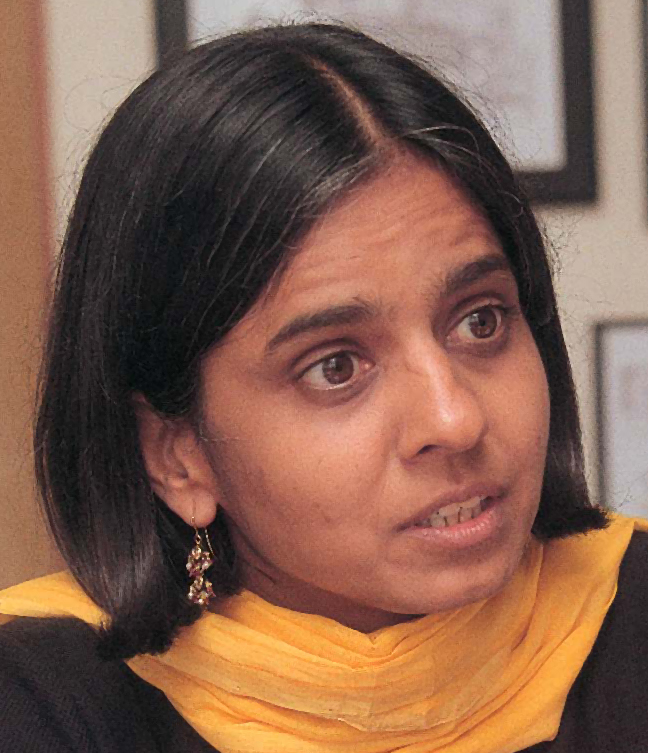
Sunita Narain, die Leiterin des Instituts

Die Organisation betreibt das Rating indischer Unternehmen nach ökologischen Gesichtspunkten. Das Rating ist ein Instrument zur Kontrolle und Bewertung der Unternehmen und soll so unter Beteiligung der Öffentlichkeit Transparenz schaffen und den Wettbewerb um Nachhaltigkeit und ökologische Leistungsfähigkeit fördern. Beabsichtigt ist auch, den Unternehmen Anreize zu geben für die Bildung einer ökologischen Reputation.
Die Ratingagentur wird von sich aus tätig und fordert Unternehmen auf, sich dem Ratingverfahren zu stellen. Gemessen werden die Nachhaltigkeit und die Ökobilanz eines Unternehmens und seiner Produkte einschließlich seiner Produktionsprozesse. Das Rating erfolgt durch Fachkräfte und Wissenschaftler anhand von über 100 Kriterien. Durch die Ratingtätigkeit wird außerdem eine ökologische Infrastruktur mit ökologischem wissenschaftlichem Know-how in Indien gefördert („Green Network“).

### Ausgangslage und Zielsetzung des Ratings
Die Ratingagentur hat das Verfahren für das ökologische Rating aus den Vereinigten Staaten übernommen und diese für den indischen Markt angepasst. Es geht von der Grundannahme aus, dass sich die meisten Unternehmen in Indien unzureichend mit dem Umweltschutz auseinandersetzen. Der Fokus des Ratings richtet sich deshalb auf die zukünftige ökologische Ausrichtung der bewerteten Unternehmen und nicht auf vergangenes Handeln. Um Fortschritte feststellen zu können, soll die Bewertung der Unternehmen in einem Zweijahresrhythmus erneuert werden.

### Bewertungsgrundsätze und Verfahren zur Datenerhebung
Um die ökologische Leistungsfähigkeit eines Unternehmens zu messen, wird die gesamte Wertschöpfungskette eines Unternehmens untersucht. Alle Auswirkungen auf die Umwelt sollen im Rating berücksichtigt werden.
- Beschaffung von Rohstoffen
- Ökobilanz der Produktion (Investitionen, Produktionsprozesse, Abfallbeseitigung)
- Konsum der Produkte
- Umweltgerechte Entsorgung der Produkte bzw. Produktreste
- Umweltpolitik des Unternehmens und Managementsystem
- Einhaltung von Umweltgesetzen und Einflüsse auf die Lebenswelt der ortsansässigen Bevölkerung im Umfeld des Unternehmens

Die für das Rating relevanten Primärdaten werden aus folgenden Quellen erhoben:
- Untersucht werden die von den teilnehmenden Unternehmen selbst zur Verfügung gestellten Daten. Sie werden branchenspezifisch und zur Umweltpolitik des Unternehmens abgefragt.
- Es findet ein Besuch der Unternehmenszentrale statt.
- Die örtliche Bevölkerung wird aufgesucht und befragt.
- Medien bzw. öffentlich zugängliche Informationen werden ausgewertet.
- Nichtregierungsorganisationen und zuständige Behörden werden befragt.

Das aus diesen Rohdaten gewonnene Unternehmensprofil wird vom Technical Advisory Panel begutachtet. Dieses Gremium besteht aus Technikern, die im Projekt eine beratende Funktion haben. Die Gewichtung der Kriterien erfolgt branchenspezifisch. Das gewonnene Profil wird der Unternehmensführung des bewerteten Unternehmens präsentiert und gegebenenfalls modifiziert, bevor es durch das Project Advisory Panel, einer Kommission bestehend u. a. aus Politikern, Wissenschaftlern und Persönlichkeiten der Zivilgesellschaft, endgültig angenommen und der Öffentlichkeit zugänglich gemacht wird.
Die Ratingagentur beabsichtigt, weitaus höhere Standards durchzusetzen, als es die aktuelle Gesetzeslage den Unternehmen in Indien vorschreibt. Die Höchstbewertung repräsentiert die theoretisch beste Lösung, die sich von der „global besten Lösung“ unterscheiden kann. Unternehmen erhalten eine Note auf einer sechsstufigen Ordinalskala (Stufen 0 bis 5).

### Gegenwärtige Situation
Die Agentur versucht derzeit noch, den Schwerpunkt auf international ausgerichtete und börsennotierte Unternehmen in Indien zu setzen und diese zu bewerten, da ihnen u. a. die finanziellen Mittel zum Erwerb von Umwelttechnologien auf Weltniveau zur Verfügung stehen.
Bisher (Stand: 2011) ist die Ratingagentur erst in vier Branchen tätig, Chlorproduktion, Zementproduktion, Automobilindustrie, sowie Zellstoffindustrie. Erneuert wurde das Rating bisher nur im Bereich der Zellstoffproduktion. Die mangelnde Erfassung und kontinuierliche Bewertung von Industriebranchen und ihrer Unternehmen schränkt die Wirkung von Ratings noch erheblich ein.

## Literatur

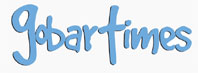
Logo der Umweltzeitung Gobar Times